# Chetina longicauda
Chetina longicauda är en tvåvingeart som beskrevs av Kugler 1974. Chetina longicauda ingår i släktet Chetina och familjen parasitflugor. Inga underarter finns listade i Catalogue of Life.